# Morti il 20 aprile

## VII secolo(1)
- 689 - Caedwalla del Wessex, sovrano anglosassone

## VIII secolo(1)
- 767 - Taichō, monaco buddista giapponese (n. 682)

## XI secolo(2)
- 1089 - Demetrius Zvonimir, sovrano croato
- 1099 - Pietro Bartolomeo, monaco cristiano e mistico francese

## XII secolo(4)
- 1120 - Géraud de Salles, religioso e predicatore francese
- 1164 - Vittore IV, cardinale e vescovo cattolico italiano (n. 1095)
- 1176 - Riccardo di Clare, II conte di Pembroke, nobile normanno (n. 1130)
- 1197 - Gerardo de' Taccoli, vescovo cattolico italiano

## XIII secolo(3)
- 1219 - Domenico Vernagalli, religioso italiano
- 1248 - Güyük, condottiero mongolo (n. 1206)
- 1284 - Hōjō Tokimune, militare giapponese (n. 1251)

## XIV secolo(9)
- 1313 - Boleslao II di Masovia, nobile polacco
- 1314 - Papa Clemente V, papa e arcivescovo cattolico francese (n. 1264)
- 1317 - Agnese di Montepulciano, religiosa italiana
- 1321 - William de Soules, nobile scozzese
- 1322 - Simone da Todi, religioso italiano
- 1344 - Levi ben Gershon, filosofo, astronomo e matematico francese (n. 1288)
- 1375 - Eleonora di Sicilia, principessa italiana (n. 1325)
- 1396 - Hermann von Höxter, docente tedesco
- 1400 - Onorato I Caetani, nobile e politico italiano

## XV secolo(9)
- 1408 - Miran Shah, mongolo (n. 1366)
- 1417 - Elizabeth Mortimer, nobildonna inglese (n. 1371)
- 1431 - Niccolò da Uzzano, politico e umanista italiano (n. 1359)
- 1434 - Alessandra di Lituania, nobile
- 1452 - Reinardo III di Hanau, conte tedesco (n. 1412)
- 1456 - Raffaello di Leca, politico e militare italiano (n. 1432)
- 1467 - Dorotea Gonzaga, nobile (n. 1449)
- 1470 - Timoteo Maffei, arcivescovo cattolico italiano (n. 1415)
- 1484 - Lodovico Donà, vescovo cattolico italiano

## XVI secolo(15)
- 1517 - Bogdan il Cieco, nobile moldavo (n. 1471)
- 1521 - Zhengde, imperatore cinese (n. 1491)
- 1529 - Silvio Passerini, cardinale e vescovo cattolico italiano (n. 1469)
- 1534 - Elizabeth Barton, religiosa inglese (n. 1506)
- 1541 - Giacomo Stuart, principe scozzese (n. 1540)
- 1554 - Francesco Bissolo, pittore italiano
- 1558 - Johannes Bugenhagen, religioso tedesco (n. 1485)
- 1563 - Pedro de Soto, presbitero e teologo spagnolo (n. 1493)
- 1578 - Mary Grey, nobildonna inglese (n. 1545)
- 1580 - Francesco Alciati, cardinale, vescovo cattolico e giurista italiano (n. 1522)
- 1580 - Ippolito Capilupi, vescovo cattolico italiano (n. 1511)
- 1580 - Antonio de Guzmán Zúñiga y Sotomayor, diplomatico spagnolo (n. 1514)
- 1585 - Giovan Giorgio Cesarini, collezionista d'arte italiano (n. 1549)
- 1599 - Miyabe Keijun, militare giapponese (n. 1528)
- 1600 - Ludovico Madruzzo, cardinale italiano (n. 1532)

## XVII secolo(12)
- 1625 - Paolo Belloni, giurista e politico italiano (n. 1573)
- 1643 - Christoph Demantius, compositore, teorico della musica e poeta tedesco (n. 1567)
- 1648 - Francesco Antonio Arpaja, italiano (n. 1587)
- 1656 - Marco VI di Alessandria, arcivescovo cristiano orientale egiziano
- 1672 - Cosme Pérez, attore teatrale spagnolo (n. 1593)
- 1675 - Giuseppe Branciforte, nobile e politico italiano (n. 1619)
- 1675 - Clemente Ascanio Sandri Trotti, vescovo cattolico italiano
- 1677 - Mathieu Le Nain, pittore francese (n. 1604)
- 1678 - Chiara Margarita Cozzolani, cantante, compositrice e monaca cristiana italiana (n. 1602)
- 1678 - Francis Seymour, V duca di Somerset, nobile inglese (n. 1658)
- 1690 - Maria Anna Vittoria di Baviera, nobildonna (n. 1660)
- 1693 - Claudio Coello, pittore spagnolo (n. 1642)

## XVIII secolo(32)
- 1702 - Marcantonio Zollio, vescovo cattolico italiano (n. 1633)
- 1704 - Agnes Block, botanica, disegnatrice e illustratrice olandese (n. 1629)
- 1707 - Johann Christoph Denner, tedesco (n. 1655)
- 1708 - Damaris Cudworth Masham, filosofa inglese (n. 1659)
- 1709 - Johann Ernst von Thun und Hohenstein, arcivescovo cattolico austriaco (n. 1643)
- 1713 - John Hay, II marchese di Tweeddale, nobile scozzese (n. 1645)
- 1720 - George Gordon, I conte di Aberdeen, nobile scozzese (n. 1637)
- 1724 - Antonio Polcenigo, vescovo cattolico italiano (n. 1647)
- 1725 - Sophia von Kielmansegg, contessa di Darlington, nobildonna tedesca (n. 1675)
- 1729 - Gioacchino Francesco Caprini, vescovo cattolico italiano (n. 1663)
- 1743 - Tommaso Falcoia, vescovo cattolico italiano (n. 1663)
- 1745 - Giovanni XVII di Alessandria, vescovo cristiano orientale egiziano
- 1750 - Jean-Louis Petit, chirurgo francese (n. 1674)
- 1751 - Gisella Agnese di Anhalt-Köthen, principessa (n. 1722)
- 1757 - Paul Alphéran de Bussan, arcivescovo cattolico francese (n. 1684)
- 1759 - Thomas Coke, I conte di Leicester, nobile, politico e mecenate britannico (n. 1697)
- 1765 - Prospero Colonna di Sciarra, cardinale italiano (n. 1707)
- 1769 - Capo Pontiac, condottiero nativo americano (n. 1720)
- 1770 - Marie Camargo, danzatrice francese (n. 1710)
- 1770 - Franz Christoph von Hutten, cardinale e vescovo cattolico tedesco (n. 1706)
- 1773 - Hubert-François Gravelot, pittore, disegnatore e incisore francese (n. 1699)
- 1774 - Aleksandr Il'ič Bibikov, generale russo (n. 1729)
- 1776 - Giuseppe Pasquale Cirillo, giurista, avvocato e letterato italiano (n. 1709)
- 1783 - Franz Anton von Raab, funzionario austriaco (n. 1722)
- 1784 - Paolo De Majo, pittore italiano (n. 1703)
- 1786 - John Goodricke, astronomo inglese (n. 1764)
- 1786 - Carlo Ottavio di Colloredo, letterato italiano (n. 1723)
- 1794 - Troiano Odazi, economista e patriota italiano (n. 1741)
- 1795 - Antoine-Jean Amelot de Chaillou, politico francese (n. 1732)
- 1795 - Johan Henric Kellgren, scrittore svedese (n. 1751)
- 1796 - Giacomo Carrara, storico dell'arte, collezionista d'arte e nobile italiano (n. 1714)
- 1797 - Walter van Nieuwenhuisen, arcivescovo vetero-cattolico olandese

## XIX secolo(68)
- 1801 - Pierre Robinault de Saint-Régeant, militare francese (n. 1766)
- 1804 - Ernesto II di Sassonia-Gotha-Altenburg, duca tedesco (n. 1745)
- 1805 - Heinrich Floris Schopenhauer, polacco (n. 1747)
- 1807 - Vincenzo Martinelli, pittore e scenografo italiano (n. 1737)
- 1807 - Laurence Parsons, I conte di Rosse, nobile e politico irlandese (n. 1749)
- 1807 - Andrej Ivanovič Vjazemskij, ufficiale russo (n. 1750)
- 1809 - George Harcourt, II conte Harcourt, nobile e mecenate inglese (n. 1736)
- 1812 - George Clinton, militare e politico statunitense (n. 1739)
- 1814 - Giuseppe Prina, politico italiano (n. 1766)
- 1817 - Louis Bernard Coclers, pittore, incisore e illustratore fiammingo (n. 1741)
- 1817 - Usman dan Fodio, religioso, scrittore e filosofo nigeriano (n. 1754)
- 1817 - Antonio Pasquale di Borbone-Spagna, nobile spagnolo (n. 1755)
- 1819 - Charles Montagu-Scott, IV duca di Buccleuch, politico scozzese (n. 1772)
- 1820 - Alessandro Mattei, cardinale, arcivescovo cattolico e nobile italiano (n. 1744)
- 1820 - Bernardo Zamagna, gesuita, poeta e teologo dalmata (n. 1735)
- 1821 - Franz Karl Achard, scienziato tedesco (n. 1753)
- 1828 - Carlo Francesco Maria Caselli, cardinale e arcivescovo cattolico italiano (n. 1740)
- 1830 - Louis Marie Prudhomme, giornalista e scrittore francese (n. 1752)
- 1831 - John Abernethy, anatomista e chirurgo britannico (n. 1764)
- 1831 - Maria Amalia di Sassonia, principessa sassone (n. 1757)
- 1831 - Luigi Rolando, anatomista italiano (n. 1773)
- 1833 - Francesco Antonio Visocchi, vescovo cattolico italiano (n. 1766)
- 1836 - Giovanni I Giuseppe del Liechtenstein, principe austriaco (n. 1760)
- 1836 - Robert Seymour, illustratore britannico (n. 1798)
- 1838 - Nikolaj Nikolaevič Novosel'cev, politico russo (n. 1761)
- 1840 - Charles Alten, generale tedesco (n. 1764)
- 1840 - Giuseppe Tommaso Rossetti, generale italiano (n. 1776)
- 1841 - Giulio Cesare Marenco di Moriondo, nobile italiano (n. 1759)
- 1842 - Bon Adrien Jeannot de Moncey, generale francese (n. 1754)
- 1845 - Ahmadu Lobbo, religioso maliano (n. 1775)
- 1845 - Thomas Phillips, pittore inglese (n. 1770)
- 1846 - Pietro Marchetti, scultore italiano (n. 1766)
- 1848 - Friedrich von Gagern, generale tedesco (n. 1794)
- 1849 - Vincenzo di Bartolo, navigatore italiano (n. 1802)
- 1850 - Giuseppe Taverna, educatore e religioso italiano (n. 1764)
- 1856 - Damião Barbosa de Araújo, violinista e compositore brasiliano (n. 1778)
- 1856 - Giacomo Filippo Fransoni, cardinale e arcivescovo cattolico italiano (n. 1775)
- 1859 - Ignaz Venetz, ingegnere e naturalista svizzero (n. 1788)
- 1859 - Pietro Villanis, avvocato italiano
- 1860 - Charles de Brouckère, politico belga (n. 1796)
- 1869 - Johann Carl Gottfried Loewe, compositore, direttore d'orchestra e baritono tedesco (n. 1796)
- 1869 - Emanuele Viggiani, politico italiano (n. 1808)
- 1871 - Gabriel Ajvazovskij, storico, filologo e arcivescovo cristiano orientale armeno (n. 1812)
- 1871 - François Achille Longet, fisiologo e anatomista francese (n. 1811)
- 1872 - Ljudevit Gaj, politico, linguista e scrittore croato (n. 1809)
- 1872 - Andrej Sládkovič, poeta, critico letterario e traduttore slovacco (n. 1820)
- 1873 - Henry Bence Jones, medico e chimico inglese (n. 1813)
- 1875 - Francesco Coghetti, pittore italiano (n. 1802)
- 1877 - Ignazio Cantù, saggista italiano (n. 1810)
- 1877 - William Mundy, politico inglese (n. 1801)
- 1878 - Pietro Conti, politico italiano (n. 1827)
- 1881 - William Burges, architetto e designer britannico (n. 1827)
- 1882 - Philippe La Beaume de Bourgoing, politico francese (n. 1827)
- 1883 - Wilhelm Peters, zoologo, esploratore e medico tedesco (n. 1815)
- 1884 - Pasquale Borri, ballerino e coreografo italiano (n. 1820)
- 1884 - Francesco Rossetti, fisico italiano (n. 1833)
- 1884 - Giovanni Battista Varè, avvocato, politico e patriota italiano (n. 1817)
- 1885 - Gustav Nachtigal, esploratore tedesco (n. 1834)
- 1887 - Chiara Bosatta, religiosa e educatrice italiana (n. 1858)
- 1887 - Muhammad Sharif Pascià, politico egiziano (n. 1826)
- 1889 - Giovanni de Rubertis, dirigente pubblico, traduttore e poeta italiano (n. 1813)
- 1890 - Giuseppe Elia Benza, politico italiano (n. 1802)
- 1890 - Eugène Cicéri, pittore, illustratore e incisore francese (n. 1813)
- 1890 - John Henry Gurney, ornitologo e banchiere britannico (n. 1819)
- 1895 - Gustav Hirschfeld, archeologo tedesco (n. 1847)
- 1896 - John Thynne, IV marchese di Bath, diplomatico inglese (n. 1831)
- 1899 - Charles Friedel, chimico francese (n. 1832)
- 1899 - Maria Esperance von Schwartz, scrittrice tedesca (n. 1818)

## XX secolo(250)
- 1901 - Paul Georg von Möllendorff, linguista e diplomatico tedesco (n. 1847)
- 1902 - Frank Richard Stockton, scrittore e umorista statunitense (n. 1834)
- 1903 - Gustav Veit, ginecologo tedesco (n. 1824)
- 1907 - Ferdinando Bracciforti, linguista e patriota italiano (n. 1827)
- 1908 - Henry Chadwick, giornalista e storico inglese (n. 1824)
- 1909 - Abdul Karim, funzionario indiano (n. 1863)
- 1909 - Hélène Bertaux, scultrice e attivista francese (n. 1825)
- 1912 - Bram Stoker, scrittore irlandese (n. 1847)
- 1916 - Claudio Casanova, calciatore italiano (n. 1895)
- 1917 - David C. Montgomery, attore e ballerino statunitense (n. 1870)
- 1918 - Carl Ferdinand Braun, fisico tedesco (n. 1850)
- 1918 - Alexander Girardi, tenore austriaco (n. 1850)
- 1918 - Nadežda Prokof'evna Suslova, medico russo (n. 1843)
- 1920 - Pierre Daniël Chantepie de la Saussaye, storico delle religioni olandese (n. 1848)
- 1920 - Tony Jackson, pianista, cantante e compositore statunitense (n. 1882)
- 1920 - Briton Rivière, pittore britannico (n. 1840)
- 1924 - Pasquale Del Giudice, giurista e politico italiano (n. 1842)
- 1924 - Caroline Ingalls, statunitense (n. 1839)
- 1925 - Antonio Fais, matematico e ingegnere italiano (n. 1841)
- 1925 - Herbert Lawford, tennista, calciatore e enciclopedista britannico (n. 1851)
- 1926 - Billy Quirk, attore statunitense (n. 1873)
- 1927 - Enrique Simonet, pittore spagnolo (n. 1866)
- 1928 - Charles Henry Gilbert, ittiologo statunitense (n. 1859)
- 1929 - Antonio Bezzola, scultore italiano (n. 1846)
- 1929 - Charles Allan Gilbert, pittore statunitense (n. 1873)
- 1929 - Amilcare Solferini, scrittore, poeta e commediografo italiano (n. 1870)
- 1930 - Vitaliano Rotellini, editore e giornalista italiano (n. 1865)
- 1931 - Cosmo Duff-Gordon, schermidore britannico (n. 1862)
- 1932 - Edgar Colle, scacchista belga (n. 1897)
- 1932 - Giuseppe Peano, matematico, logico e glottoteta italiano (n. 1858)
- 1933 - Boris L'vovič Rozing, fisico, scienziato e docente russo (n. 1869)
- 1934 - Giuseppe Bagatti Valsecchi, architetto e avvocato italiano (n. 1845)
- 1935 - John Cameron, calciatore e allenatore di calcio scozzese (n. 1872)
- 1935 - Maurice Finat, militare e aviatore francese (n. 1894)
- 1935 - Lady Duff Gordon, costumista e stilista britannica (n. 1863)
- 1935 - Richard Travers, attore canadese (n. 1885)
- 1936 - Wladimir Giesl von Gieslingen, generale e diplomatico austriaco (n. 1860)
- 1936 - William Brown Macdougall, pittore, incisore e illustratore scozzese (n. 1868)
- 1937 - Jeanne Filleul-Brohy, giocatrice di croquet francese (n. 1867)
- 1937 - James Gillett, politico statunitense (n. 1860)
- 1937 - Fredric Hope, scenografo statunitense (n. 1900)
- 1937 - Giulio Masini, politico e medico italiano (n. 1853)
- 1937 - Virgilio Ranzato, compositore italiano (n. 1882)
- 1938 - Johann Rudolf Katz, chimico, medico e docente olandese (n. 1880)
- 1939 - Francesco Salvatore d'Asburgo-Lorena, nobile (n. 1866)
- 1939 - William M. Ramsay, archeologo scozzese (n. 1851)
- 1940 - Alfred Cort Haddon, antropologo e etnologo britannico (n. 1855)
- 1941 - Luigi Barbesino, calciatore, allenatore di calcio e aviatore italiano (n. 1894)
- 1941 - Amleto Palermi, regista italiano (n. 1889)
- 1941 - Marmaduke Pattle, militare e aviatore sudafricano (n. 1914)
- 1941 - Loris Pivetti, militare e aviatore italiano (n. 1908)
- 1941 - William Joseph Woods, militare e aviatore irlandese (n. 1913)
- 1942 - Ludwig Berwald, matematico tedesco (n. 1883)
- 1942 - Giovanni Guiducci, militare e aviatore italiano (n. 1916)
- 1942 - Jüri Jaakson, politico e manager estone (n. 1870)
- 1942 - Louis Perceau, scrittore, bibliografo e poeta francese (n. 1883)
- 1943 - Roberto Bracco, giornalista, scrittore e drammaturgo italiano (n. 1861)
- 1943 - Claudio Bressanin, militare italiano (n. 1914)
- 1943 - Gianni Tamanti, militare italiano (n. 1909)
- 1944 - Francesco Gallo, militare italiano (n. 1905)
- 1944 - Jabbar Garyagdioglu, cantante azero (n. 1861)
- 1944 - Elmer Gedeon, giocatore di baseball e militare statunitense (n. 1917)
- 1944 - Alf Klingenberg, pianista e compositore norvegese (n. 1867)
- 1944 - Giuseppe Vigo, calciatore italiano (n. 1917)
- 1945 - Giuseppe Bentivogli, politico, sindacalista e partigiano italiano (n. 1885)
- 1945 - Amelio De Juliis, partigiano e militare italiano (n. 1926)
- 1945 - Sergio De Simone, italiano (n. 1937)
- 1945 - Viktors Eglītis, poeta lettone (n. 1877)
- 1945 - Joachim von Kortzfleisch, generale tedesco (n. 1890)
- 1945 - Herbert Lange, militare tedesco (n. 1909)
- 1945 - Max Meyerhof, medico e orientalista tedesco (n. 1874)
- 1945 - Johannes Sobotta, anatomista tedesco (n. 1869)
- 1945 - Hans Steinhoff, sceneggiatore e regista cinematografico tedesco (n. 1882)
- 1945 - Paul Thümmel, militare e agente segreto tedesco (n. 1902)
- 1945 - Otto Wolf, ceco (n. 1927)
- 1946 - Ernesto Buonaiuti, presbitero, storico e antifascista italiano (n. 1881)
- 1946 - George Cloutier, giocatore di lacrosse canadese (n. 1876)
- 1946 - Hanna Sheehy-Skeffington, attivista irlandese (n. 1877)
- 1947 - Cristiano X di Danimarca, re danese (n. 1870)
- 1947 - Simón Iturri Patiño, imprenditore boliviano (n. 1862)
- 1947 - Archimede Santi, pittore italiano (n. 1876)
- 1948 - Avetis Aharonian, politico, scrittore e rivoluzionario armeno (n. 1866)
- 1948 - Pietro Alfredo Ferraris, calciatore italiano (n. 1899)
- 1948 - Mitsumasa Yonai, ammiraglio e politico giapponese (n. 1880)
- 1949 - George Bingham, V conte di Lucan, ufficiale e politico irlandese (n. 1860)
- 1949 - Vittorio Pelvi, calciatore italiano (n. 1896)
- 1950 - Kazimierz Pużak, politico polacco (n. 1883)
- 1951 - Sergej Konstantinovič Belosel'skij-Belozerskij, generale russo (n. 1867)
- 1951 - Ivanoe Bonomi, avvocato, giornalista e politico italiano (n. 1873)
- 1952 - Otto Tiemann, generale tedesco (n. 1890)
- 1953 - Gladys Sylvani, attrice inglese (n. 1884)
- 1954 - Omer Beaugendre, ciclista su strada francese (n. 1883)
- 1955 - Vitaliano Lugli, ciclista su strada italiano (n. 1896)
- 1955 - Mario Maratelli, agronomo italiano (n. 1879)
- 1956 - Allen Kearns, attore e cantante canadese (n. 1894)
- 1956 - Francesco Pezza, medico e storico italiano (n. 1873)
- 1958 - René Vermandel, ciclista su strada, ciclocrossista e pistard belga (n. 1893)
- 1958 - Luigi Zanoni, politico italiano (n. 1898)
- 1959 - Paul Van Asbroeck, tiratore a segno belga (n. 1874)
- 1959 - Morris Jessup, scrittore statunitense (n. 1900)
- 1959 - Hermann Kratz, calciatore svizzero (n. 1882)
- 1959 - Nicola Russo, generale italiano (n. 1897)
- 1960 - Sergej Brjuchonenko, medico, scienziato e inventore sovietico (n. 1890)
- 1960 - Guido Calori, scultore e ceramista italiano (n. 1885)
- 1960 - Paul Fort, poeta e drammaturgo francese (n. 1872)
- 1960 - Ksenija Aleksandrovna Romanova, nobile russa (n. 1875)
- 1961 - Humberto Sorí Marín, rivoluzionario e politico cubano (n. 1915)
- 1962 - Alberto Cibrario, medico e pittore italiano (n. 1877)
- 1962 - Giorgio Dal Piaz, geologo e paleontologo italiano (n. 1872)
- 1963 - Felice Bensa, imprenditore e politico italiano (n. 1878)
- 1963 - Primo Cavellini, dirigente sportivo italiano (n. 1877)
- 1963 - Bertil Tallberg, velista finlandese (n. 1883)
- 1964 - Emilio Canevari, sindacalista e politico italiano (n. 1880)
- 1964 - Benedetto di Ponio, chitarrista italiano (n. 1898)
- 1964 - Dimităr Ganev, politico bulgaro (n. 1898)
- 1964 - Sergej Vasil'evič Gerasimov, pittore russo (n. 1885)
- 1964 - Giuseppe Giacone, calciatore italiano (n. 1900)
- 1964 - Paul-Henri Michel, storico della filosofia francese (n. 1894)
- 1964 - Nicola Terzaghi, filologo classico e latinista italiano (n. 1880)
- 1965 - Arsène Alancourt, ciclista su strada francese (n. 1892)
- 1965 - Michail Astangov, attore sovietico (n. 1900)
- 1965 - Richard Brademann, architetto tedesco (n. 1884)
- 1965 - Peppino De Martino, attore italiano (n. 1908)
- 1965 - Alfredo Palacios, politico argentino (n. 1878)
- 1965 - August Sander, fotografo tedesco (n. 1876)
- 1965 - Dick Wessel, attore statunitense (n. 1913)
- 1966 - Jens Kirkegaard, ginnasta danese (n. 1889)
- 1966 - Federico di Prussia, principe tedesco (n. 1911)
- 1967 - Anna Fitziu, soprano statunitense (n. 1887)
- 1968 - Curt Courant, direttore della fotografia tedesco (n. 1899)
- 1968 - Rudolph Dirks, fumettista statunitense (n. 1877)
- 1968 - Adrian Maniu, poeta e drammaturgo rumeno (n. 1891)
- 1968 - Soraya Tarzi, afghana (n. 1899)
- 1969 - Alberto Giovannini, politico e economista italiano (n. 1882)
- 1969 - Ambróz Lazík, vescovo cattolico slovacco (n. 1897)
- 1969 - Vjekoslav Luburić, militare croato (n. 1914)
- 1970 - Paul Celan, poeta rumeno (n. 1920)
- 1970 - Héctor García Godoy, avvocato e politico dominicano (n. 1921)
- 1970 - Silvio Secchi, allenatore di calcio e calciatore italiano (n. 1890)
- 1971 - Alberto Magnelli, pittore italiano (n. 1888)
- 1971 - Charles Noguès, generale francese (n. 1876)
- 1971 - Cecil Parker, attore britannico (n. 1897)
- 1971 - Pauls Sokolovs, calciatore e hockeista su ghiaccio lettone (n. 1902)
- 1971 - Gaston Wiet, orientalista e arabista francese (n. 1887)
- 1972 - Enrico Cagna Cabiati, compositore, arrangiatore e pianista italiano (n. 1912)
- 1972 - Frederick Vinton Hunt, fisico statunitense (n. 1905)
- 1972 - Luigi Saraceni, dirigente sportivo e calciatore italiano (n. 1903)
- 1973 - Robert Armstrong, attore statunitense (n. 1890)
- 1973 - Eddie Hapgood, allenatore di calcio e calciatore inglese (n. 1908)
- 1973 - Nikolaj Simonov, attore sovietico (n. 1901)
- 1974 - Ferruccio Galmozzi, medico e politico italiano (n. 1889)
- 1974 - Richard Huelsenbeck, scrittore tedesco (n. 1892)
- 1974 - Ayyub Khan, generale e politico pakistano (n. 1907)
- 1974 - Peter Lee Lawrence, attore tedesco (n. 1944)
- 1974 - Štěpán Matěj, calciatore cecoslovacco (n. 1901)
- 1975 - Thor Ericsson, calciatore svedese (n. 1885)
- 1975 - Hans Jordan, generale tedesco (n. 1892)
- 1976 - Joseph Augustin Hagendorens, missionario e vescovo cattolico belga (n. 1894)
- 1977 - Wilmer Allison, tennista statunitense (n. 1904)
- 1977 - Bryan Foy, regista e produttore cinematografico statunitense (n. 1896)
- 1977 - Sepp Herberger, calciatore e allenatore di calcio tedesco (n. 1897)
- 1977 - Giuseppe Marazzita, politico italiano (n. 1899)
- 1977 - Guido Mazza, calciatore italiano (n. 1903)
- 1978 - Jean Babelon, numismatico, storico e bibliotecario francese (n. 1889)
- 1978 - Agostino Giambelli, ingegnere e politico italiano (n. 1891)
- 1979 - Dutch Dehnert, cestista e allenatore di pallacanestro statunitense (n. 1898)
- 1979 - Corrado Fatta, storico italiano (n. 1903)
- 1980 - Rolando Camurri, calciatore italiano (n. 1904)
- 1980 - Katherine K. Davis, compositrice, paroliera e insegnante statunitense (n. 1892)
- 1980 - Helmut Käutner, regista, sceneggiatore e attore tedesco (n. 1908)
- 1980 - Hilde Konetzni, soprano austriaco (n. 1905)
- 1980 - Félix Welkenhuysen, calciatore belga (n. 1908)
- 1981 - Hans Söhnker, attore tedesco (n. 1903)
- 1982 - Franz Köhler, allenatore di calcio e calciatore austriaco (n. 1901)
- 1982 - Archibald MacLeish, poeta e drammaturgo statunitense (n. 1892)
- 1982 - Franco Marquicias, cestista filippino (n. 1905)
- 1982 - Giulio Palmonella, pentatleta italiano (n. 1919)
- 1983 - Guglielmo Bianchi, calciatore italiano (n. 1901)
- 1983 - Constantin Celăreanu, generale e aviatore rumeno (n. 1890)
- 1983 - Walther Nehring, generale tedesco (n. 1892)
- 1983 - Bruno Persa, attore e doppiatore italiano (n. 1905)
- 1983 - Pedro Quartucci, pugile e attore argentino (n. 1905)
- 1984 - Giovanni Chiecchi, allenatore di calcio e calciatore italiano (n. 1904)
- 1984 - Karl Hipfinger, sollevatore austriaco (n. 1905)
- 1984 - Antonio Maquilón, calciatore peruviano (n. 1902)
- 1985 - Michel Bernheim, regista e direttore della fotografia francese (n. 1908)
- 1985 - Mimmo Dei, imprenditore italiano (n. 1909)
- 1985 - Rudolf Gnägi, politico svizzero (n. 1917)
- 1985 - Anton Løkkeberg, calciatore norvegese (n. 1927)
- 1986 - Aleksei Nikolaevič Arbuzov, drammaturgo russo (n. 1908)
- 1986 - Doris Dawson, attrice statunitense (n. 1905)
- 1987 - Antonino Catalano, ciclista su strada italiano (n. 1932)
- 1987 - Nino Franchina, artista, disegnatore e scultore italiano (n. 1912)
- 1987 - Alberto Helios Gagliardo, pittore e incisore italiano (n. 1893)
- 1987 - Gianni Mineo, partigiano italiano (n. 1921)
- 1987 - Giovanni Tarello, giurista italiano (n. 1934)
- 1987 - Arturo Torres Carrasco, allenatore di calcio e calciatore cileno (n. 1906)
- 1988 - Umberto Erriu, militare italiano (n. 1964)
- 1988 - Bonaventura Picardi, politico italiano (n. 1911)
- 1988 - Cataldo Stasi, carabiniere italiano (n. 1966)
- 1989 - Uichirō Hatta, calciatore giapponese (n. 1903)
- 1990 - Francesco Frigieri, giornalista e scrittore italiano (n. 1940)
- 1990 - Horst Sindermann, politico tedesco (n. 1915)
- 1991 - Hiroyuki Ebihara, pugile giapponese (n. 1940)
- 1991 - Josef Kaiml, calciatore cecoslovacco (n. 1926)
- 1991 - Steve Marriott, musicista e cantante britannico (n. 1947)
- 1991 - Emmanuel Kiwanuka Nsubuga, cardinale e arcivescovo cattolico ugandese (n. 1914)
- 1991 - Don Siegel, regista, montatore e produttore cinematografico statunitense (n. 1912)
- 1991 - Yumjaagiin Tsedenbal, politico e militare mongolo (n. 1916)
- 1992 - Marcel Albers, pilota automobilistico olandese (n. 1967)
- 1992 - Benny Hill, comico, attore e cantante britannico (n. 1924)
- 1992 - Frida Misul, superstite dell'Olocausto italiana (n. 1919)
- 1992 - Johnny Shines, chitarrista e cantante statunitense (n. 1915)
- 1992 - Gian Carlo Wick, fisico italiano (n. 1909)
- 1993 - Leonas Baltrūnas, cestista e allenatore di pallacanestro lituano (n. 1914)
- 1993 - Antonio Bello, vescovo cattolico italiano (n. 1935)
- 1993 - Galeazzo Benti, attore e sceneggiatore italiano (n. 1923)
- 1993 - Cantinflas, comico e attore messicano (n. 1911)
- 1993 - Loris Giazzon, poliziotto italiano (n. 1964)
- 1993 - Evelyne Hall, ostacolista statunitense (n. 1909)
- 1993 - Aldo Pondrano, calciatore italiano (n. 1912)
- 1993 - Frank Stubbs, hockeista su ghiaccio statunitense (n. 1909)
- 1994 - Enrico Allorio, giurista italiano (n. 1914)
- 1994 - Jean Carmet, attore e sceneggiatore francese (n. 1920)
- 1994 - Miguel Diab, cestista uruguaiano (n. 1920)
- 1994 - Frederick Feary, pugile statunitense (n. 1912)
- 1994 - Fred Fortune, bobbista statunitense (n. 1921)
- 1994 - Rosalie Gicanda, regina ruandese (n. 1928)
- 1994 - Anna Molka Ahmed, artista pakistana (n. 1917)
- 1994 - Jean Ousset, scrittore francese (n. 1914)
- 1994 - Dennis Cleveland Stewart, attore e ballerino statunitense (n. 1947)
- 1994 - Riziero Vallari, calciatore argentino (n. 1911)
- 1995 - Milovan Đilas, politico, antifascista e partigiano jugoslavo (n. 1911)
- 1996 - Hank Biasatti, cestista e giocatore di baseball italiano (n. 1922)
- 1996 - Alexander D'Arcy, attore egiziano (n. 1908)
- 1996 - Christopher Robin Milne, scrittore britannico (n. 1920)
- 1996 - Trần Văn Trà, generale vietnamita (n. 1919)
- 1997 - Jean Louis, costumista francese (n. 1907)
- 1997 - Henri Vilbert, attore francese (n. 1904)
- 1997 - Otto Wilhelm von Vacano, archeologo e etruscologo tedesco (n. 1910)
- 1998 - Severo Cominelli, calciatore italiano (n. 1915)
- 1998 - Yoshio Inaba, attore giapponese (n. 1920)
- 1998 - Edwin Thompson Jaynes, fisico e statistico statunitense (n. 1922)
- 1998 - Aram Katcher, attore turco (n. 1921)
- 1998 - Ossi Marxer, sciatore alpino liechtensteinese (n. 1953)
- 1998 - Octavio Paz, poeta, scrittore e saggista messicano (n. 1914)
- 1999 - Antonio Lisi, politico e avvocato italiano (n. 1938)
- 1999 - Rick Rude, wrestler statunitense (n. 1958)
- 2000 - Vinci Grossi, politico italiano (n. 1924)
- 2000 - János Molnár, calciatore ungherese (n. 1931)

## XXI secolo(143)
- 2001 - Steven Blaisse, canottiere olandese (n. 1940)
- 2001 - Cino Cinelli, ciclista su strada e imprenditore italiano (n. 1916)
- 2001 - David Gilbarg, matematico statunitense (n. 1918)
- 2001 - Maria Karnilova, attrice, cantante e ballerina statunitense (n. 1920)
- 2001 - Giuseppe Sinopoli, direttore d'orchestra, compositore e saggista italiano (n. 1946)
- 2002 - Vlastimil Brodský, attore ceco (n. 1920)
- 2002 - Edoardo Calleri, imprenditore e politico italiano (n. 1927)
- 2002 - Pierre Rapsat, cantautore belga (n. 1948)
- 2003 - Piero Corti, medico italiano (n. 1925)
- 2003 - Len Duquemin, calciatore inglese (n. 1924)
- 2003 - Teddy Edwards, sassofonista statunitense (n. 1924)
- 2003 - Renato Gavarini, tenore italiano (n. 1919)
- 2003 - Giorgio Guerrini, politico italiano (n. 1921)
- 2003 - Daijirō Katō, pilota motociclistico giapponese (n. 1976)
- 2003 - Bernard Katz, biologo tedesco (n. 1911)
- 2003 - Henri Lemaître, arcivescovo cattolico belga (n. 1921)
- 2003 - Fernando Malvezzi, militare e aviatore italiano (n. 1912)
- 2003 - Bertram Ross, ballerino e coreografo statunitense (n. 1920)
- 2004 - Pietro Battaglia, politico italiano (n. 1930)
- 2004 - Orlando Calevro, pianista italiano (n. 1954)
- 2004 - Giorgio Falck, imprenditore, ingegnere e velista italiano (n. 1938)
- 2004 - Onelia Fineschi, soprano italiana (n. 1921)
- 2004 - Lizzy Mercier Descloux, musicista, cantautrice e compositrice francese (n. 1956)
- 2004 - Ada Maria Pellacani, scrittrice, giornalista e poetessa italiana (n. 1902)
- 2004 - Abdullah Shah, serial killer afghano (n. 1965)
- 2005 - Feroze Khan, hockeista su prato indiano (n. 1904)
- 2005 - Dragoslav Marković, politico jugoslavo (n. 1920)
- 2005 - Fumio Niwa, scrittore giapponese (n. 1904)
- 2006 - Kathleen Antonelli, programmatrice irlandese (n. 1921)
- 2006 - Xavier Dupré Raventós, archeologo e storico spagnolo (n. 1956)
- 2006 - Roberto Menghi, architetto e designer italiano (n. 1920)
- 2006 - Wolfgang Unzicker, scacchista tedesco (n. 1925)
- 2006 - Miguel Zacarías, regista, produttore cinematografico e scrittore messicano (n. 1905)
- 2006 - Maurice de Gandillac, storico della filosofia francese (n. 1906)
- 2007 - Fred Fish, programmatore statunitense (n. 1952)
- 2007 - Andrew Hill, pianista e compositore statunitense (n. 1931)
- 2007 - Dougall José Montagnoli, calciatore argentino (n. 1953)
- 2008 - Gazanfer Bilge, lottatore turco (n. 1924)
- 2008 - João Batista Faria, calciatore brasiliano (n. 1946)
- 2008 - Monica Lovinescu, giornalista, scrittrice e critica letteraria romena (n. 1923)
- 2008 - Adelir Antônio de Carli, presbitero brasiliano (n. 1966)
- 2009 - Tullio Benedetti, politico italiano (n. 1919)
- 2009 - Egidio Di Costanzo, calciatore e allenatore di calcio italiano (n. 1922)
- 2009 - Thomas Hill, attore e regista statunitense (n. 1927)
- 2009 - Franco Rotella, calciatore italiano (n. 1966)
- 2010 - Nazario Carlo Bellandi, organista e compositore italiano (n. 1919)
- 2010 - Dorothy Height, attivista e educatrice statunitense (n. 1912)
- 2010 - Duilio Magnani, prete e esperantista italiano (n. 1928)
- 2010 - Piero Orlandini, archeologo italiano (n. 1923)
- 2010 - Ferruccio Panagini, hockeista su pista e allenatore di hockey su pista italiano (n. 1929)
- 2010 - Renzo Ragazzi, regista italiano (n. 1929)
- 2011 - Tim Hetherington, fotografo britannico (n. 1970)
- 2011 - Osvaldo Miranda, attore argentino (n. 1915)
- 2012 - Ayten Alpman, cantante turca (n. 1931)
- 2012 - Alfie Biggs, calciatore inglese (n. 1936)
- 2012 - Claudio Cangiotti, scacchista italiano (n. 1947)
- 2012 - Peter Carsten, attore tedesco (n. 1928)
- 2012 - Jaurès Pacifico Cecconi, matematico italiano (n. 1918)
- 2012 - Marcello Olivi, politico italiano (n. 1923)
- 2012 - Romolo dalla Chiesa, generale italiano (n. 1921)
- 2013 - Günseli Başar, modella turca (n. 1932)
- 2013 - François Jacob, biologo francese (n. 1920)
- 2013 - Nosher Powell, attore, stuntman e pugile britannico (n. 1928)
- 2014 - Mithat Bayrak, lottatore turco (n. 1929)
- 2014 - Rubin Carter, pugile statunitense (n. 1937)
- 2014 - Claudio G. Fava, critico cinematografico, critico televisivo e giornalista italiano (n. 1929)
- 2014 - Diego Florettini, calciatore italiano (n. 1924)
- 2014 - Marisa Galeazzi Saracinelli, politica italiana (n. 1931)
- 2014 - Alistair MacLeod, scrittore canadese (n. 1936)
- 2015 - Gilberto Almeida, pittore ecuadoriano (n. 1928)
- 2015 - Richard Anthony, cantante francese (n. 1938)
- 2015 - Luigi Boille, pittore italiano (n. 1926)
- 2015 - Doug Buffone, giocatore di football americano statunitense (n. 1944)
- 2015 - Hassan El-Shazly, allenatore di calcio e calciatore egiziano (n. 1943)
- 2015 - Albert Kalonij, politico della Repubblica Democratica del Congo (n. 1929)
- 2015 - Bob St. Clair, giocatore di football americano statunitense (n. 1931)
- 2016 - Chyna, wrestler, culturista e attrice pornografica statunitense (n. 1969)
- 2016 - Guy Hamilton, regista e sceneggiatore britannico (n. 1922)
- 2016 - Maria Kamecka, cestista polacca (n. 1922)
- 2016 - Mario Moriggi, calciatore italiano (n. 1941)
- 2016 - Dwayne Washington, cestista statunitense (n. 1964)
- 2016 - Victoria Wood, comica, attrice e cantante britannica (n. 1953)
- 2017 - Magdalena Abakanowicz, scultrice polacca (n. 1930)
- 2017 - Bruce Barry, attore e cantante australiano (n. 1934)
- 2017 - Wubbo de Boer, funzionario olandese (n. 1948)
- 2017 - Monica Bonetto, doppiatrice e critica teatrale italiana (n. 1963)
- 2017 - Roberto Ferreiro, allenatore di calcio e calciatore argentino (n. 1935)
- 2017 - John Freely, fisico, insegnante e scrittore statunitense (n. 1926)
- 2017 - Jari Helle, allenatore di hockey su ghiaccio e hockeista su ghiaccio finlandese (n. 1962)
- 2017 - Lawrence Hogan, politico e avvocato statunitense (n. 1928)
- 2017 - Germaine Mason, altista giamaicano (n. 1983)
- 2017 - Skeeter Swift, cestista e allenatore di pallacanestro statunitense (n. 1946)
- 2018 - Roy Bentley, calciatore e allenatore di calcio inglese (n. 1924)
- 2018 - Avicii, produttore discografico, disc jockey e compositore svedese (n. 1989)
- 2018 - Enzo Jannace, cantante italiano (n. 1935)
- 2018 - Nichole Van Croft, modella e attrice statunitense (n. 1973)
- 2019 - Karl Grob, calciatore svizzero (n. 1946)
- 2019 - Valerian Ioan, allenatore di pallacanestro rumeno (n. 1951)
- 2019 - S. Muthiah, saggista, giornalista e cartografo indiano (n. 1930)
- 2019 - Jacqueline Saburido, attivista venezuelana (n. 1978)
- 2020 - Libero Cecchini, architetto italiano (n. 1919)
- 2020 - Mike Curtis, giocatore di football americano statunitense (n. 1943)
- 2020 - Tom Lester, attore statunitense (n. 1938)
- 2020 - Sirio Maccioni, scrittore e imprenditore italiano (n. 1932)
- 2020 - Gaetano Novello, politico italiano (n. 1931)
- 2021 - Germaine Ahidjo, politica e first lady camerunese (n. 1932)
- 2021 - George Dancis, cestista lettone (n. 1932)
- 2021 - Idriss Déby, generale e politico ciadiano (n. 1952)
- 2021 - Monte Hellman, regista statunitense (n. 1929)
- 2021 - Robert Hollander, filologo statunitense (n. 1933)
- 2021 - Joe Long, bassista statunitense (n. 1941)
- 2021 - Tempest Storm, ballerina e attrice statunitense (n. 1928)
- 2021 - Alfred Teinitzer, calciatore austriaco (n. 1929)
- 2021 - John Wofford, cavaliere statunitense (n. 1931)
- 2022 - Hilda Bernard, attrice argentina (n. 1920)
- 2022 - Gino Burrini, sciatore alpino italiano (n. 1934)
- 2022 - Javier Lozano Barragán, cardinale e arcivescovo cattolico messicano (n. 1933)
- 2022 - Marvin Moriarty, sciatore alpino statunitense (n. 1937)
- 2022 - Robert Morse, attore e cantante statunitense (n. 1931)
- 2023 - Josep Fusté, calciatore spagnolo (n. 1941)
- 2023 - Mirella Giai, politica italiana (n. 1929)
- 2023 - Salma Khadra Jayyusi, scrittrice, poetessa e critica letteraria giordana (n. 1925)
- 2023 - Rosa Salhuana, cestista peruviana (n. 1939)
- 2024 - Ángel Aranda, attore spagnolo (n. 1934)
- 2024 - Enrico Buemi, politico italiano (n. 1947)
- 2024 - Antonio Cantafora, attore italiano (n. 1944)
- 2024 - Marco Ciatti, storico dell'arte e funzionario italiano (n. 1955)
- 2024 - Andrew Davis, direttore d'orchestra britannico (n. 1944)
- 2024 - Roman Gabriel, giocatore di football americano statunitense (n. 1940)
- 2024 - Gediminas Kirkilas, politico lituano (n. 1951)
- 2024 - Doreen Massey, politica britannica (n. 1938)
- 2024 - Jan Ørke, calciatore norvegese (n. 1931)
- 2024 - Italo Ormanni, magistrato e avvocato italiano (n. 1936)
- 2024 - David Pryor, politico statunitense (n. 1934)
- 2024 - Pauli Siitonen, fondista finlandese (n. 1938)
- 2024 - György Tatár, calciatore ungherese (n. 1952)
- 2025 - Bob Filner, politico statunitense (n. 1942)
- 2025 - Hugo Gatti, calciatore argentino (n. 1944)
- 2025 - Ab Geldermans, ciclista su strada olandese (n. 1935)
- 2025 - Werner Lorant, calciatore e allenatore di calcio tedesco (n. 1948)
- 2025 - Leonetta Marcotulli, scultrice e pilota automobilistica italiana (n. 1929)
- 2025 - Francis Zammit Dimech, politico maltese (n. 1954)
- 2025 - Marija Šubina, canoista sovietica (n. 1930)

## Senza anno specificato(2)
- Sara di Antiochia, romana
- Vihone, vescovo e santo tedesco